# Britta Ehmsen
Britta Ehmsen (* 21. Juni 1957; † 25. Dezember 2020 in Ribe) war eine dänische Fußballspielerin. 

## Karriere

### Vereine
Ehmsen gelangte im Alter von 17 Jahren nach Ribe in die Kommune Esbjerg und kam von 1974 bis 1979 für den dort ansässigen Ribe Boldklub in der – unter den Namen Elite Division – seinerzeit höchsten Spielklasse zu Punktspielen.  Mit der Mannschaft gewann sie 1974 die Meisterschaft in der ein Jahr zuvor gegründeten höchsten Spielklasse im dänischen Frauenfußball und fügte dieser drei weitere hinzu.
Ab Januar 1980 gehörte sie dem in Gladsaxe in der Region Hovedstaden ansässigen Ligakonkurrenten Boldklubben Femina an und gewann am Ende der Spielzeit erneut die Meisterschaft.

### Nationalmannschaft
Ehmsen bestritt als Nationalspielerin für die DBU in vier Jahren 23 Länderspiele. Sie nahm mit der Nationalmannschaft in vier aufeinander folgenden Jahren am Turnier um die Nordische Meisterschaft teil. Ihr Debüt gab sie im ersten Turnier 1978 mit dem ersten Spiel gegen die Nationalmannschaft Finnlands, dass am 7. Juli in Kolding mit 4:0 gewonnen wurde. Bereits einen Tag später erzielte sie im Duell mit der Nationalmannschaft Norwegens, beim 2:0-Sieg in Brande, mit dem Treffer zur 1:0-Führung in der 38. Minute ihr erstes Länderspieltor. Mit der tags darauf in Vejle gegen die Nationalmannschaft Schwedens erlittenen 0:1-Niederlage wurde der Turniersieg verpasst, wie auch die in den Jahren 1979, 1980 und 1981. In diesen drei Turnieren wurde sie abermals in allen drei Spielen eingesetzt und erzielte am 6. Juli 1979 im zweiten, wie auch am 10. Juli 1980 im ersten Spiel – jeweils beim 4:0-Sieg über die Nationalmannschaften Finnlands und Norwegens – ein Tor.
Des Weiteren bestritt sie fünf Freundschaftsspiele, beginnend am 21. Oktober 1978 in Ruinen mit dem 3:0-Sieg über die Nationalmannschaft der Niederlande (Torschütze zum Endstand in der 63. Minute) und abschließend am 18. Oktober 1980 in Køge beim 4:1-Sieg über die Nationalmannschaft Frankreichs.
Ferner kam sie auch in vier Spielen der in Italien ausgetragenen inoffiziellen Europameisterschaft vom 18. bis 28. Juli 1979 zum Einsatz. Die Begegnungen mit den Nationalmannschaften Frankreichs, Schottlands, Schwedens und Italiens wurden mit 3:1, 2:0, 1:0, 2:0 allesamt gewonnen und somit auch das Turnier. Ihre letzten beiden Länderspiele bestritt sie mit ihrer Mannschaft in Japan; die am 6. und 9. September 1981 in Kōbe und Tokio gegen die Nationalmannschaften Italiens und Englands ausgetragenen Begegnungen endeten mit dem 1:1-Unentschieden und dem 1:0-Sieg.

## Erfolge
Nationalmannschaft
- Finalist Nordische Meisterschaft 1978, 1979, 1980
- Turniersieger Inoffizielle Europameisterschaft 1979

BK Femina
- Dänischer Meister 1980

Ribe BK
- Dänischer Meister 1974, 1976, 1978, 1979

## Sonstiges
Nach ihrer Spielerkarriere nach RIbe zurückgekehrt, ging sie einer Tätigkeit in der Supermarktkette Kvickly nach und absolvierte nach mehreren Jahren eine Ausbildung zur Metzgerin. Die Erfahrungen dieser Ausbildung konnte sie später als Inhaberin des Restaurants „Backhaus“ in Ribe einbringen.